# غراهام ستانلي
غراهام ستانلي (بالإنجليزية: Graham Stanley)‏ (27 يناير 1938 في المملكة المتحدة - 14 يناير 1997 ببولتن في المملكة المتحدة) هو لاعب كرة قدم بريطاني في مركز نصف الجناح. لعب مع بولتون واندررز ونادي ترانمير روفرز لكرة القدم ونادي رانكورن هالتون.

## وصلات خارجية
- غراهام ستانلي على موقع قاعدة بيانات كرة القدم.إي يو (الإنجليزية)